# Echinopsis backebergii
Echinopsis backebergii (укр. Ехінопсис Бакеберга, Ехінопсис бакебергі) — сукулентна рослина з роду ехінопсис (Echinopsis) родини кактусових (Cactaceae).

## Історія
Вид вперше описаний німецьким ботаніком Еріхом Вердерманном (нім. Erich Werdermann, 1892—1959) у 1931 році у виданні нім. «Neue Kakteen». У 1935 Курт Бакеберг відніс його до роду Lobivia. Однак у сучасній систематиці кактусових цей рід розглядається як синонім роду Echinopsis.

## Етимологія
Видова назва дана на честь німецького колекціонера кактусів, мандрівника, експерта і систематик кактусів Курта Бакеберга.

## Ареал і екологія
Echinopsis backebergii зустрічається в департаментах Кочабамба та Ла-Пас (Болівія), а також в Перу, зокрема в регіонах Аякучо, Уанкавеліка та Куско. Рослини зростають на висоті від 2300 до 3700 метрів над рівнем моря.

## Морфологічний опис
Росте одиночним стеблом чи групами.
Стебла від округлих до трохи циліндричних, 4 — 5 см в діаметрі.
Епідерміс — темно-зелений.
Ареоли — спочатку покриті пухом, віддалені друг від друга на 1 — 1,5 см.
Ребер — приблизно 15, гострі, складчасті, спіралеподібні.
Колючки — від 1 до 11, коричневі, з віком сірі, радіально розходяться від ареол, іноді без чіткого розмежування на центральні та радіальні, тонкі, злегка вигнуті, до майже гачкоподібної форми у кінчиків. Їхня довжина від 0,5 до 5 см.
Квітки бічні, з'являються ближче до маківки, розпускаються вдень. Колір від блідого до темно-червоного, часто з блакитно-білою глянсовою шийкою. Їхні розміри до 5,5 см завдовжки та 4 см у діаметрі, з тонкими квітковими трубками.
Плоди круглі, не великі, напівсухі, розтріскуються у вертикальному напрямку.

## Чисельність, охоронний статус та заходи по збереженню
Echinopsis backebergii входить до Червоного списку Міжнародного союзу охорони природи уразливих видів (VU).
Він має невелику площу поширення (< 5000 км²). П'ять відомих субпопуляцій не надто численні; одну вже винищено, тоді як сільське господарство становить серйозну загрозу для решти субпопуляцій. Тому його внесено до списку вразливих. Субпопуляції в Болівії загрожує натуральне сільське господарство; це високогірне середовище існування дуже повільно відновлюється після того, як воно було порушене. Субпопуляція в Перу зустрічається на нижчих висотах, де земля більш придатна для сільського господарства; більша частина субпопуляції була переміщена і зараз зустрічається лише на схилах пагорбів.
Echinopsis backebergii не зустрічається в жодній з природоохоронних територій.
Охороняється Конвенцією про міжнародну торгівлю видами дикої фауни і флори, що перебувають під загрозою зникнення (CITES).

## Використання
Вид використовується як декоративний у спеціалізованих колекціях.